# Ramon Vilaró i Massaguer
Ramon Vilaró i Massaguer (Girona, 12 de gener de 1953) és un empresari gironí del sector del joc i oci, vinculat a l'empresa CODERE.
Està relacionat amb el món de l'esport i va ser president del Girona FC, i el 2012, ajudant de la presidència de la UE Llagostera club que llavors militava a la Segona divisió B.

## Presidència del Girona FC
Des del 21 de juliol de 2010 al 3 d'abril de 2012, quan va dimitir, va ser president del Girona Futbol Club, un període en què l'equip gironí es trobava a la Segona divisió.